# Cephalotes supercilii
Cephalotes supercilii är en myrart som beskrevs av De Andrade 1999. Cephalotes supercilii ingår i släktet Cephalotes och familjen myror. Inga underarter finns listade.